# جيمس هوستون سبينس
جيمس هوستون سبينس (بالإنجليزية: James Houston Spence)‏ هو محامي وسياسي كندي، ولد في 3 سبتمبر 1867 ببروكتون في كندا، وتوفي في 21 فبراير 1939. حزبياً، نشط في الحزب الليبرالي الكندي. وقد انتخب عضو مجلس الشيوخ الكندي.